# سیارک ۱۷۹۰۰
سیارک ۱۷۹۰۰ (به انگلیسی: 17900 Leiferman، نامگذاری:1999FO24) هفده هزار و نهصدمین سیارک کشف شده‌است که در ۱۹ مارس ۱۹۹۹ کشف شد.
قدر مطلق سیارک برابر ۱۰.۷ است.